# Pomatias
Pomatias é um género de gastrópode  da família Pomatiasidae.
Este género contém as seguintes espécies:
- Pomatias elegans (Müller, 1774)
- Pomatias raricosta Wollaston, 1878
- Pomatias rivulare (Eichwald, 1829)
- Pomatias sulcatum (Draparnaud, 1801)